# Alfa Maserati Prete
L'APM, acronimo di Alfa Maserati Prete, è un'autovettura da competizione costruita nel 1947.

## Il contesto
Il pilota e meccanico romano Placido Prete, nel secondo dopoguerra, riuscì ad acquistare dal pilota napoletano Giovanni Rocco una monoposto Maserati 4CL (telaio n.1566) del 1939, il cui propulsore aveva subìto danni irreparabili. La vettura era stata venduta per pochi spiccioli, data l'improbabilità di trovare un motore sostitutivo, oltre all'impossibilità di riutilizzarla nei Gran Premi.
La "4CL", infatti, aveva mostrato seri problemi al telaio già nelle ultime gare del 1939 e la Maserati decise di sostituirla con l'evoluzione "4CLT" dotata di telaio tubolare.

## La vettura
Visti i limiti della vettura, Placido Prete decise di trasformarla in "tipo sport" per competere alle gare di quella categoria e, in particolare alla Targa Florio e alla Mille Miglia.
Particolarmente complessa fu l'opera di trasformazione da monoposto a barchetta e di adattamento per l'adozione di un diverso gruppo propulsore-cambio, prelevato da un'Alfa Romeo 6C 2300, con cilindrata aumentata a 2.500 cc ed elaborato per raggiungere la potenza di 200 CV. Il telaio venne realizzato in traliccio di tubi, ma l'impianto originale sospensioni-differenziale-freni rimase pressoché inalterato.

## Dati tecnici
- Motore
  - Alfa Romeo esacilindrico in linea, alesaggio 72 mm, corsa 100 mm, cilindrata 2.443 cmc, potenza 200 CV a 7.000 giri/min, rapporto di compressione 8,5:1, alimentazione con 3 carburatori Stronberg.
- Trasmissione
  - Trazione posteriore, frizione monodisco a secco, cambio Alfa Romeo a 4 marce non sincronizzate.
- Corpo vettura
  - Telaio a traliccio in tubi, carrozzeria in alluminio tipo barchetta a due posti, sospensione anteriore a ruote indipendenti con barre di torsione e ammortizzatori idraulici, sospensione posteriore ads assale rigido con balestre longitudinali e ammortizzatori idraulici.
- Dimensioni e peso
  - Passo 2.555 mm, carreggiata anteriore 1.340 mm, carreggiata posteriore 1.300 mm, pneumatici Pirelli 6.00-18, peso a vuoto 630 kg.
- Prestazioni
  - Velocità 240 km/h, consumo 15-20 lt/100 km.

## Attività sportiva
Tra il 1947 e il 1953 l'A.M.P. partecipò a numerose competizioni, ottenendo come miglior risultato il terzo posto assoluto alla Targa Florio del 1949 pilotata dallo stesso Prete. Nel 1950 la vettura fu ceduta a Francesco Santovetti, con la quale colse la terza posizione nella gara Vermicino - Rocca di Papa del 1952. Nel 1953, ultimo anno di partecipazione alle gare, ottenne il secondo posto assoluto nella Coppa dei Due Laghi ad opera del pilota Scarlatti.